# Strophocactus wittii
Strophocactus wittii är en kaktusväxtart som först beskrevs av Karl Moritz Schumann, och fick sitt nu gällande namn av Nathaniel Lord Britton och Joseph Nelson Rose. Strophocactus wittii ingår i släktet Strophocactus och familjen kaktusväxter. Inga underarter finns listade i Catalogue of Life.

## Bildgalleri

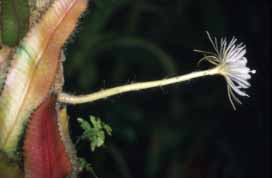
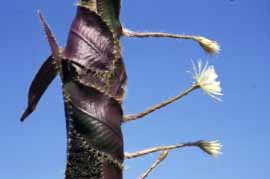